# ヤコブ・ゲーゼ
ヤコブ・ゲーゼ（Jacob Gade、1879年11月29日 - 1963年2月20日）はデンマークのバイオリニスト、ポピュラー音楽の作曲家である。

## 経歴
タンゴの楽曲『タンゴ・ジェラシー』（または単に『ジェラシー』、Tango Tzigane Jalousie、Tango JalousieまたはJalousie）で有名である。1925年9月14日に初演されたこの曲は世界的に大ヒットし､100以上の映画の音楽としても使われた。この曲の印税で、ゲーゼはこれ以後作曲に専念できた。ゲーゼの没後、印税は若手の音楽家の育成の基金となった。（ヤコブ・ゲーゼ賞が設けられた。）